# Bubo nipalensis
Bubo nipalensis е вид птица от семейство Совови (Strigidae).

## Разпространение
Видът е разпространен в Бангладеш, Бутан, Виетнам, Индия, Камбоджа, Китай, Лаос, Мианмар, Непал, Тайланд и Шри Ланка.